# 內埔 (大字)
內埔，是臺灣屏東縣內埔鄉的一個傳統地域名稱，位於該鄉南部偏東。相較於今日行政區，其範圍大致包括內田村東北部龍頸溪以東部分、內埔村東北大半部、興南村不含南端、義亭村、東勢村南部中央地帶。

## 歷史
台灣日治初期，內埔地區為一街庄，稱為「內埔庄」，隸屬於港西下里。該庄北與新東勢庄庄為鄰，東北與老埤庄為鄰，東南與五溝水庄為鄰，西南邊為忠心崙庄，西邊為老東勢庄。
1901年（日治明治三十四年）11月，全台設置二十廳，該庄隸屬於阿猴廳（1903年改稱阿緱廳）。1909年（明治四十二年）10月，合併二十廳為十二廳，該庄仍隸屬於阿緱廳。1920年（大正九年），廢十二廳改設五州二廳，該庄改制為「內埔」大字，隸屬於高雄州潮州郡內埔庄。
戰後內埔庄改制為內埔鄉，隸屬於高雄縣，大字亦改制為村。1950年高、屏分治，內埔鄉改隸屬於屏東縣。

## 聚落
該地區發展較早的聚落有內埔、番仔埔、檳榔林、早仔角等，在日治期初期的官方地圖上已有記載。

## 交通
- 縣道187號
- 縣道187甲線
- 鄉道屏98線

## 學校
- 內埔國中
- 育英國小

## 廟宇
- 昌黎祠（主祀韓愈）